# Первая гугенотская война
Первая гугенотская война (1562—1563) — вооружённый конфликт между французскими протестантами (гугенотами) и католиками, поддержанными партией королевы-матери Екатерины, ставший первой из восьми религиозных войн. Гугенотов в этом конфликте возглавлял Людовик де Бурбон, принц Конде, католиков — Франсуа де Гиз. Гугеноты потерпели ряд военных поражений (в том числе в битве при Дрё), но всё же добились признания за ними ограниченной свободы вероисповедания.

## Предыстория
Королева-мать Екатерина Медичи, получив власть при своём малолетнем сыне Карле IX (1560 год), начала политику религиозного компромисса, борясь таким образом против усиления партии Гизов. В январе 1562 года Сен-Жерменский эдикт предоставил протестантам определённые права, но эта мера только способствовала обострению ситуации, так как не устроила ни одну из двух сторон религиозного противостояния. Гугеноты продолжали громить церкви и монастыри и расширять своё влияние в провинции, «триумвират» вождей ультракатоликов — Франсуа де Гиза, коннетабля Монморанси и маршала де Сент-Андре — требовал от королевы занять чью-либо сторону и вёл переговоры с Испанией о союзе против протестантов. В этой ситуации любое относительно крупное столкновение могло стать поводом к началу гражданской войны.

## Боевые действия
1 марта 1562 года в городке Васси люди Гиза атаковали гугенотов во время богослужения. Католический Париж восторженно отреагировал на это событие. По ряду городов (Оксер, Авиньон, Каркассон, Кагор, Орильяк) прокатилась волна протестантских погромов. В ответ на это руководство гугенотской партии начало концентрировать свои вооружённые отряды в регионе к югу от Парижа. Фонтенбло, где пребывали Карл IX и его мать, заняли войска де Гиза, убедившего (или заставившего) королеву принять его сторону. Сен-Жерменский эдикт был отменён.
В ответ Конде занял Орлеан (2 апреля) и сделал его фактической столицей протестантов Франции. В опубликованном манифесте он заявил о своей лояльности короне и о необходимости борьбы против Гиза, сделавшего короля и его мать своими пленниками. Гугеноты поставили под свой контроль ряд крупных городов Нормандии (Гавр, Дьеп, Кан, Руан), региона к западу и юго-западу от Парижа (Тур, Блуа, Анжер, Ле-Ман), юга Франции. Поддержку им начали оказывать германские протестантские князья и королева Англии. В свою очередь, католики получили финансовую помощь от Флоренции, Венеции и папы римского; Испания прислала 10 тысяч пехотинцев и 3 тысячи кавалеристов.
Попытки королевы склонить Конде к миру не увенчались успехом. Последовавшие за этим военные действия велись с переменным успехом. Войска католиков смогли выбить противника из Блуа, Буржа и Пуатье; гугеноты передали Гавр Елизавете Английской, высадившей в Нормандии шеститысячный корпус. Католики направили свой главный удар на Руан, чтобы помешать армии Конде соединиться с англичанами. 20 октября Руан был взят, но во время осады был смертельно ранен один из виднейших деятелей католической партии Антуан де Бурбон.
Когда в декабре 1562 года Конде двинулся от Луары к Гавру, армия «триумвирата» преградила ему путь при Дрё. В кровопролитном сражении, единственном в этой войне, гугеноты были разбиты и Конде попал в плен, но католики понесли тяжёлые потери, маршал Сент-Андре погиб, а Монморанси тоже оказался в плену. В результате Гаспар де Колиньи, возглавивший теперь протестантскую армию, смог закрепиться в Орлеане и выдержать осаду, начатую Гизом той же зимой.
Во время этой осады Гиз погиб, застреленный агентом Колиньи, гугенотом Польтро де Мере (февраль 1563 года). Таким образом, возникла парадоксальная ситуация: оба руководителя враждующих партий (Монморанси и Конде) находились в плену у противника. Они и начали переговоры о мире. 19 марта 1563 года был заключён Амбуазский договор, в основном подтверждавший условия Сен-Жерменского эдикта.